# مارشال فرنسيس
مارشال فرنسيس (بالإنجليزية: Marshall Holman)‏ هو لاعب البولنغ ‏ أمريكي، ولد في 29 سبتمبر 1954 في ميدفورد في الولايات المتحدة.

## وصلات خارجية
- مارشال فرنسيس على موقع إن إن دي بي (الإنجليزية)